# 篠崎砂美
篠崎 砂美（しのさき さみ、1960年7月22日 - ）は、日本の小説家。東京出身。
ファンタジー小説からロボットものまで手がけている。
ペンネームから勘違いされがちだが、男性である。小説版の『ファイアーエムブレム』のイラストを描いていた日野慎之助はこの事実を知らず、おまけページでは想像で女性としてイラストを描いてしまい、後に衝撃を受けたらしい。
馬頭ちーめいとはニフティサーブの『BREAK-AGE』・パティオ時代からの知り合いであり、本人参加のチャット会にたびたび顔を出していたのが縁で、小説版を担当することとなった。
また、『ナイトメーカー』で作られたアーマーナイトを戦わせ、その試合経過をテキストファイルに出力するフリーソフト『マッチメーカー』を考案した人物としても知られる。

## 作品リスト
- アーマード・コア ザ・フェイク・イリュージョンズ
- アーマード・コア マスターオブアリーナ
- ファイアーエムブレム トラキア776
- ファイアーエムブレム 紋章の謎
- BREAK-AGE 戦士たちの夏
- BREAK-AGE 戦士たちの秋
- プロジェクト・リムーバー
- リムーバー・ソウル
- エメラルドドラゴン 竜を呼ぶ少女
- 魔封の大地アンクローゼ
- 魔鏡の理
- アウトロー・アイランド 裏出島でよろしく!
- 狩籠師 〜不即不離〜
- お隣の魔法使い
- ブルー・ストリーム - 灼熱の竜騎兵シェアードワールズ、原案:田中芳樹
- メタルブリンガー、シナリオ制作